# 산융
산융(山戎), 또는 무종씨(無終氏), 북융(北戎)은 중국 춘추 시대에 존재한 정주부족으로, 현재의 랴오닝성 서북부와 허베이성 동북부에서 활동하였다. 제나라의 공격을 받고 소멸하였다.

## 역사
산융은 한때 강대해져 그 세력의 범위가 전국 시대의 연나라, 조나라, 제나라의 사이에 있었다. 연나라를 자주 침범하였으며, 기원전 705년에는 연나라를 넘어 제나라를 공격하기도 하였다.
기원전 679년, 제 환공이 제후들 사이에서 패권을 잡았고, 산융이 중원에 끼치는 소란을 해결하고자 하였다.
기원전 664년, 산융이 다시 연나라를 공격하자 연나라는 제나라에 도움을 요청했고, 제 환공은 연나라를 구하기 위해 군사를 일으켜 산융을 토벌하였다. 다만 이듬해인 기원전 663년에 산융은 이미 북방으로 되돌아 간 상태였다.
제나라, 연나라의 연합군은 북진을 계속하여 산융의 근거지인 무종산(無終山, 현재의 허베이성 첸안시 옌산 일대)을 공격해 크게 이겼다. 산융의 왕은 고죽국으로 도망갔고, 연합군은 최종적으로 '산융을 북벌하고, 영지국(令支)를 치고, 고죽을 참한 뒤 남쪽으로 돌아오는' 결과를 얻었다. 제 환공의 산융 정벌 때 고죽국도 동시에 멸망한 것이다. 이로 인해 연나라는 강역을 넓히고 제나라의 북쪽 방벽이 될 수 있었다.
기원전 660년, 제 환공은 다시 군사를 일으켜 고죽과 이지(離支, 영지)의 땅을 쳐서 철저히 산융을 정복하였다.

## 같이 보기
- 선비족
- 흉노
- 설연타
- 거란
- 여진